# Braničevo (district)
Pour les articles homonymes, voir Braničevo.
Le district de Braničevo (en serbe cyrillique : Браничевски округ ; en serbe latin : Braničevski okrug) est une subdivision administrative de la république de Serbie. Au recensement de 2011, il comptait 180 480 habitants. Le centre administratif du district de Braničevo est la ville de Požarevac.
Le district est situé au nord-est de la Serbie.

## Histoire et culture
Au milieu du XIXe siècle, au moment de l’émancipation de la Serbie, Požarevac devint, après Kragujevac, la seconde capitale du prince Miloš Obrenović. Durant sa vie, le prince Miloš Obrenović s’y montra un grand constructeur : une église (1819), un palais (1825), la nouvelle place du marché (1827) etc. Le Musée de Požarevac abrite des œuvres de Milena Pavlović-Barili, un peintre et un poète de tendance surréaliste.

## Villes et municipalités du district de Braničevo
| Nom               | Superficie (en km²) | Population 2002 | Population 2011 | Statut       |
| ----------------- | ------------------- | --------------- | --------------- | ------------ |
| Požarevac         | 491                 | 74 902          | 74 070          | Ville        |
| Veliko Gradište   | 344                 | 20 659          | 17 559          | Municipalité |
| Golubac           | 368                 | 9 913           | 8 161           | Municipalité |
| Žabari            | 264                 | 13 034          | 10 969          | Municipalité |
| Žagubica          | 760                 | 14 823          | 12 484          | Municipalité |
| Kučevo            | 721                 | 18 808          | 15 490          | Municipalité |
| Malo Crniće       | 271                 | 13 853          | 11 422          | Municipalité |
| Petrovac na Mlavi | 655                 | 34 511          | 30 325          | Municipalité |
| Total             | 3 874               | 200 503         | 180 480         |              |